# Solomon Joseph Solomon

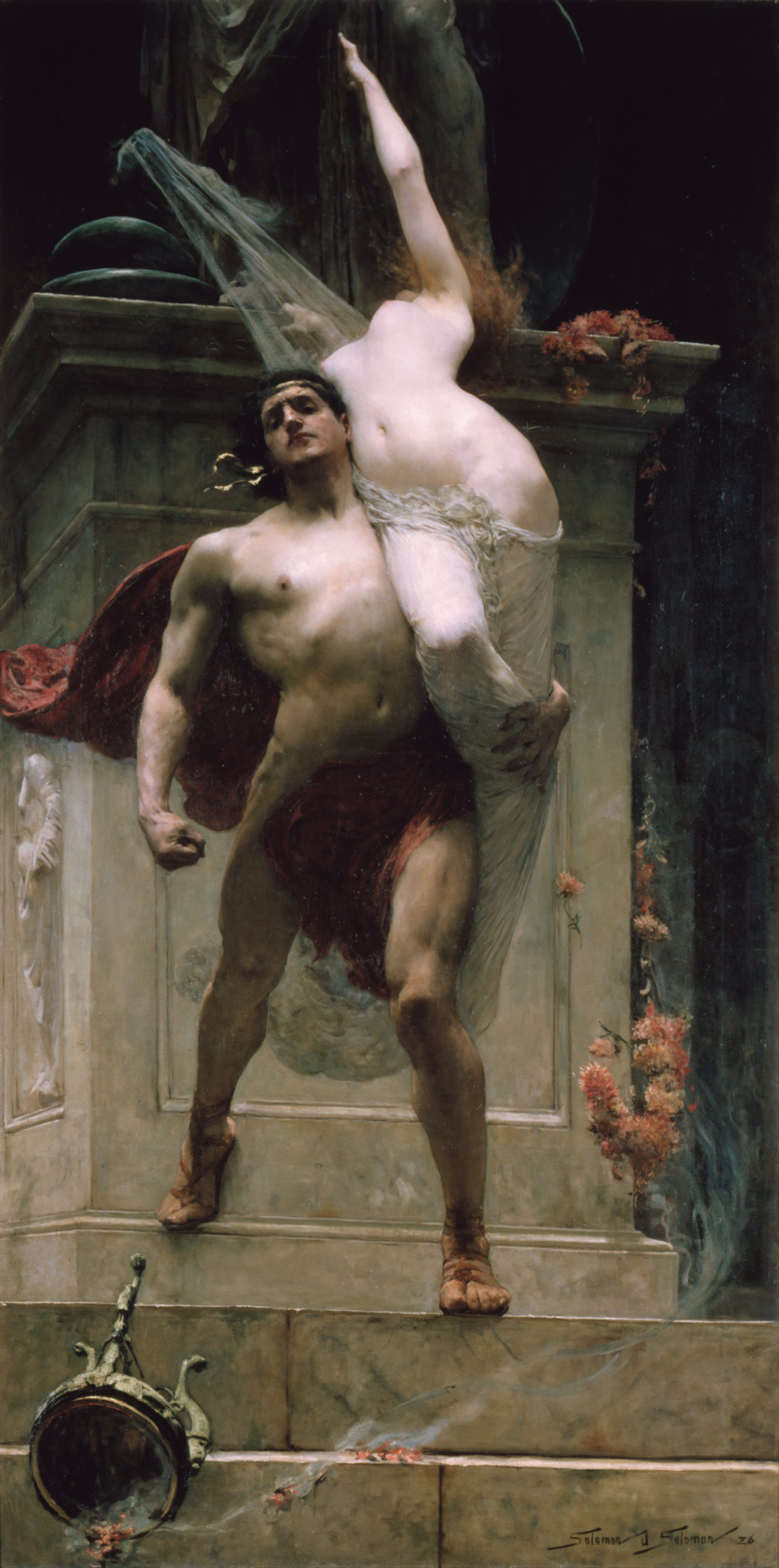
Målning föreställande Ajax och Kassandra, utförd av Solomon J. Solomon, finns i ett konstmuseum i Victoria, Australien.

Solomon Joseph Solomon, född 16 september 1860 i London, död 27 juli 1927 i Birchington, var en engelsk prerafaelitisk konstnär av judiskt ursprung. Hans syster, Lily Delissa Joseph, var också målare.